# Wang Shifu

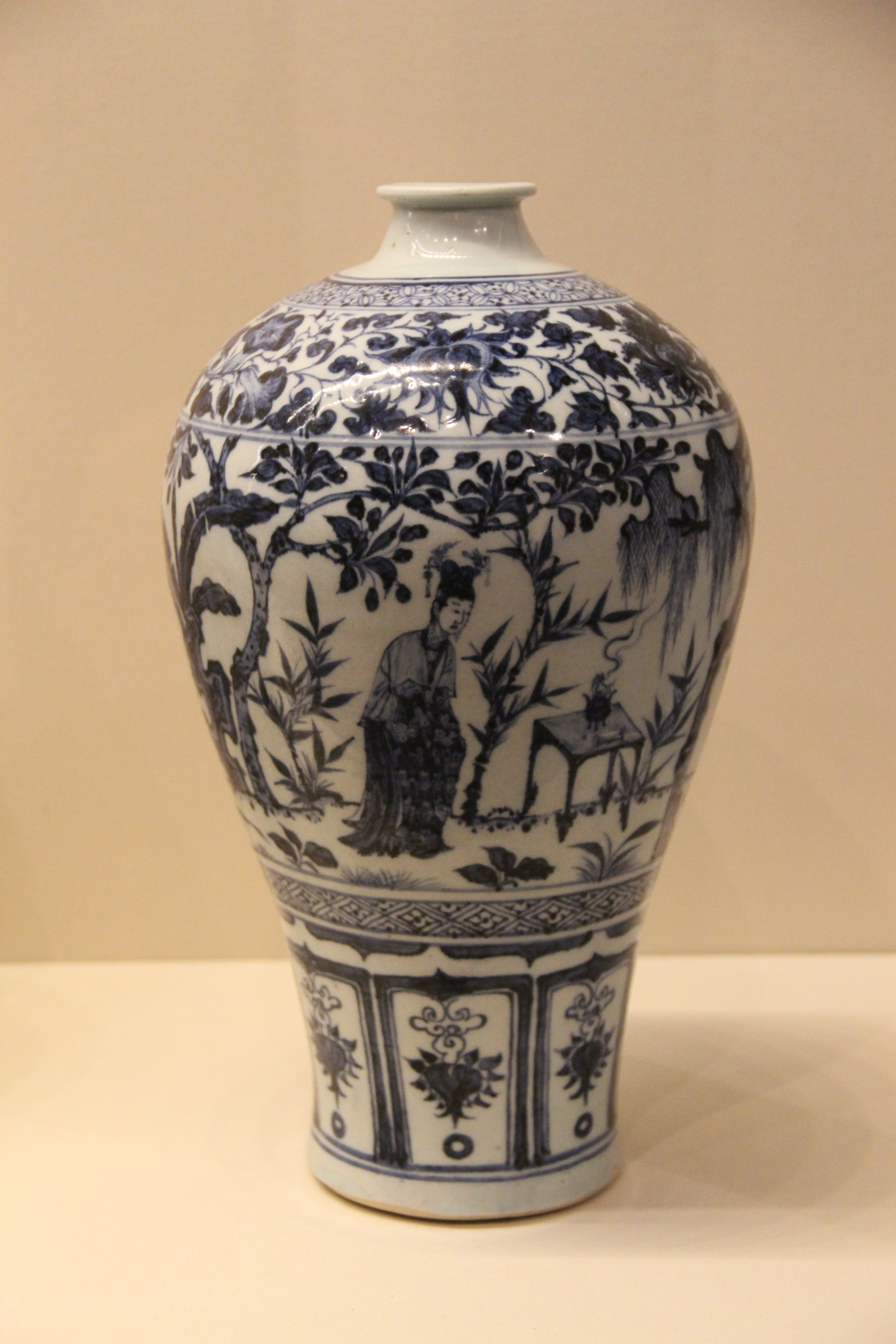
Waza typu meiping ze sceną z Opowieści zachodniego pawilonu. Jest to najwcześniejsza znana ilustracja tego dzieła na chińskiej ceramice. Porcelana malowana podszkliwnie. Jingdezhen, ok. 1320–1350. Muzeum Wiktorii i Alberta

Wang Shifu (chiń. 王实甫; pinyin Wáng Shífǔ) – chiński dramaturg żyjący i tworzący na przełomie XIII i XIV wieku, w okresie panowania dynastii Yuan.
O jego życiu niewiele wiadomo, a z napisanych przez niego utworów zachowały się tylko dwa dramaty: Opowieść zachodniego pawilonu (Xixiangji) i Uczta w sali wiosny (Chuntanyanhui). Dwudziestoaktowa Opowieść zachodniego pawilonu uznawana jest za najwybitniejszy chiński utwór dramatyczny z tego okresu.